# 町野修斗
町野 修斗（日语：／ Machino Shūto，1999年9月30日—） ，日本足球運動員，日本國家足球隊成員，司職前锋，現效力德國足球甲級聯賽球隊慕遜加柏及日本國家足球隊。

## 生平
受哥哥的影響，町野修斗三歲便開始踢足球。高中時期，町野修斗就讀於大阪府名校履正社，並在一年級時就成為主力。

## 俱樂部生涯

### 橫濱水手
2018年，町野修斗被橫濱水手內定。

### 北九州向日葵
2019年，町野修斗被外借至日乙球會北九州向日葵。
2020年1月6日，町野修斗永久轉會至北九州向日葵。

### 湘南比馬
2022年12月6日，町野修斗加盟湘南比馬。

## 國家隊生涯
町野修斗隨日本國家隊出征2022年東亞足球錦標賽。在首戰對陣中國香港的比賽中，町野修斗攻入兩球，幫助球隊6球大勝對手。町野修斗在末倫對陣韓國的比賽中攻入鎖定勝局的一球，幫助球隊3-0輕取對手，並最終捧杯。
2022年11月1日，町野修斗入選2022年世界盃的後備名單。11月10日，町野修斗获森保一补选出征，以取代因伤退出的中山雄太。